# Alex Gimeno

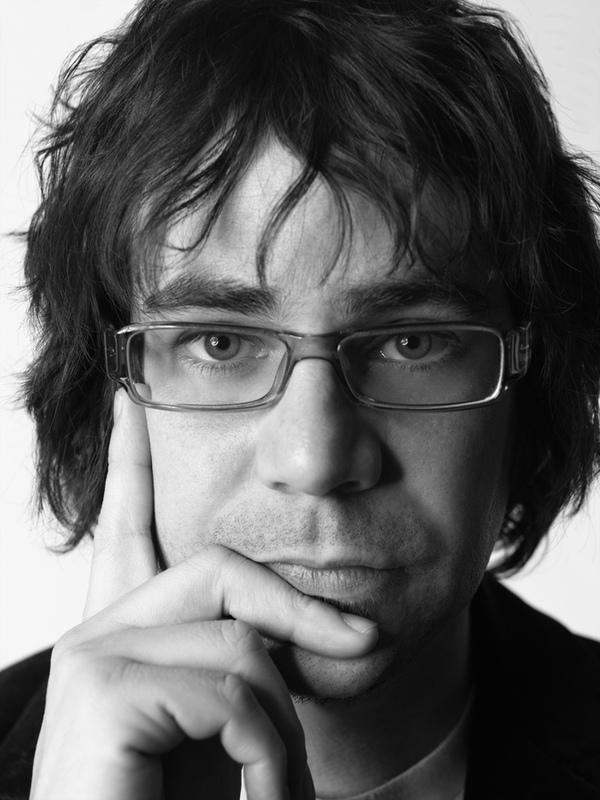
Fotografie von Charles Masters, März 2008

Alex Gimeno (* in Brooklyn, New York) ist ein US-amerikanischer Musiker und Diskjockey.

## Leben

### Kindheit und Jugend
Während seiner Kindheit zog die Familie nach Miami Beach (Florida). Sein Vater spielte in der spanischen Flamenco-Gruppe Los Chavales de España als Musiker. Als Teenager begann Gimeno Schallplatten zu sammeln, 2005 soll er 20.000 davon gehabt haben.

### Karriere
Seine Musikkarriere begann Gimeno als Schlagzeuger. In den 1990er Jahren kehrte er nach Brooklyn zurück. Nach ausgedehnten Tätigkeiten als Diskjockey schickte er ein Tonband seiner Arbeit an das Label ESL Music, Washington D.C., das sich sofort interessiert zeigte. Auf diesem Label hat Gimeno eine Reihe von Alben, mit Mischungen aus einer eklektischen Auswahl an Bands, angefangen von klassischen Stücken wie von den Beatles bis hin zu Techno, veröffentlicht.
Sein erstes Musikalbum, das 1999 erschien, trägt den Titel „The Now Sound of Ursula 1000“. Im Internet betreibt Gimeno außerdem sein Projekt unter dem Namen Ursula 1000. Der Name Ursula soll an die Schweizer Schauspielerin Ursula Andress erinnern, die 1962 in dem ersten James-Bond-Film Dr. No die weibliche Hauptrolle der Honey Ryder spielte.
Gegenwärtig tritt Gimeno als Diskjockey in London, San Francisco und Seoul und anderen Städten auf. Wenigstens einmal im Monat hält er sich in New York auf. Am 25./26. Februar 2012 war er Gast im legendären Bremer Musik-Club Lila Eule.